# Coupe d'Europe des nations d'athlétisme 1989
Navigation
CE des nations 1987 CE des nations 1991
La 12e coupe d'Europe des nations d'athlétisme se déroule les 5 et 6 août 1989 à Gateshead en Grande-Bretagne.
Le Royaume-Uni s'impose chez lui pour la première fois dans l'épreuve masculine. L'Allemagne de l'Est obtient sa huitième victoire chez les femmes.

## Finale «A»
| Place | Pays                 | Points |
| ----- | -------------------- | ------ |
| 1     | Royaume-Uni          | 115    |
| 2     | Allemagne de l'Est   | 103    |
| 3     | Union soviétique     | 101    |
| 4     | Italie               | 95     |
| 5     | France               | 95     |
| 6     | Allemagne de l'Ouest | 91     |
| 7     | Tchécoslovaquie      | 63     |
| 8     | Espagne              | 54     |

| Place | Pays                 | Points |
| ----- | -------------------- | ------ |
| 1     | Allemagne de l'Est   | 120    |
| 2     | Union soviétique     | 95     |
| 3     | Royaume-Uni          | 84     |
| 4     | Allemagne de l'Ouest | 79     |
| 5     | Roumanie             | 72     |
| 6     | Pologne              | 56     |
| 7     | Bulgarie             | 43     |
| 8     | Tchécoslovaquie      | 26     |

## Résultats par épreuve

### Hommes
| Épreuve | Or                                                          | Or             | Argent                                                               | Argent         | Bronze                                                              | Bronze         |
| --- | ----------------------------------------------------------- | -------------- | -------------------------------------------------------------------- | -------------- | ------------------------------------------------------------------- | -------------- |
| 100 m (vent : -1,8 m/s) | Linford Christie GBR                                        | 10 s 33        | Daniel Sangouma FRA                                                  | 10 s 39        | Vladimir Krylov URS                                                 | 10 s 43        |
| 200 m (vent : +0,1 m/s) | John Regis GBR                                              | 20 s 62        | Stefano Tilli ITA                                                    | 20 s 66        | Daniel Sangouma FRA                                                 | 20 s 83        |
| 400 m | Edgar Itt FRG                                               | 45 s 43        | Jens Carlowitz GDR                                                   | 45 s 44        | Cayetano Cornet ESP                                                 | 45 s 82        |
| 800 m | Tom McKean GBR                                              | 1 min 46 s 94  | Peter Braun FRG                                                      | 1 min 47 s 53  | Hauke Fuhlbrügge GDR                                                | 1 min 48 s 20  |
| 1 500 m | Pascal Thiébaut FRA                                         | 3 min 48 s 05  | Sergey Afanasyev URS                                                 | 3 min 48 s 35  | Gennaro Di Napoli ITA                                               | 3 min 48 s 61  |
| 5 000 m | Salvatore Antibo ITA                                        | 13 min 43 s 84 | Jack Buckner GBR                                                     | 13 min 44 s 77 | Mikhail Dasko URS                                                   | 13 min 47 s 56 |
| 10 000 m | Francesco Panetta ITA                                       | 28 min 27 s 02 | Tim Hutchings GBR                                                    | 28 min 27 s 21 | José Manuel Albentosa ESP                                           | 28 min 29 s 78 |
| 3 000 m steeple | Alessandro Lambruschini ITA                                 | 8 min 34 s 06  | Hagen Melzer GDR                                                     | 8 min 34 s 90  | Raymond Pannier FRA                                                 | 8 min 35 s 33  |
| 110 m haies (vent : -2,9 m/s) | Colin Jackson GBR                                           | 13 s 56        | Vladimir Shishkin URS                                                | 13 s 76        | Florian Schwarthoff FRG                                             | 13 s 88        |
| 400 m haies | Kriss Akabusi GBR                                           | 48 s 95        | Harald Schmid FRG                                                    | 49 s 26        | Vladimir Budko URS                                                  | 49 s 60        |
| 4 × 100 m | GBR Tony Jarrett John Regis Marcus Adam Linford Christie    | 38 s 39        | FRA Max Morinière Daniel Sangouma Gilles Quénéhervé Bruno Marie-Rose | 38 s 46        | ITA Antonio Ullo Sandro Floris Pier Francesco Pavoni Stefano Tilli  | 38 s 98        |
| 4 × 400 m | GBR Peter Crampton Kriss Akabusi Todd Bennett Brian Whittle | 3 min 03 s 16  | FRG Klaus Just Mark Henrich Carsten Köhrbrück Ralf Lübke             | 3 min 03 s 33  | GDR Torsten Odebrett Thomas Miethig Jens Carlowitz Thomas Schönlebe | 3 min 04 s 21  |
| Saut en hauteur | Dalton Grant GBR                                            | 2,32 m         | Rudolf Povarnitsyn URS                                               | 2,32 m         | Róbert Ruffíni TCH                                                  | 2,29 m         |
| Saut à la perche | Rodion Gataullin URS                                        | 5,70 m         | Bernhard Zintl FRG                                                   | 5,50 m         | Uwe Langhammer GDR                                                  | 5,40 m         |
| Saut en longueur | Vladimir Ratushkov URS                                      | 8,09 m         | Christian Thomas FRG                                                 | 8,05 m         | Stewart Faulkner GBR                                                | 7,97 m         |
| Triple saut | Oleg Sakirkin URS                                           | 17,18 m        | Wolfgang Zinser FRG                                                  | 16,71 m        | Dario Badinelli ITA                                                 | 16,50 m        |
| Lancer du poids | Ulf Timmermann GDR                                          | 21,72 m        | Karsten Stolz FRG                                                    | 20,45 m        | Alessandro Andrei ITA                                               | 20,03 m        |
| Lancer du disque | Jürgen Schult GDR                                           | 66,54 m        | Romas Ubartas URS                                                    | 63,98 m        | Rolf Danneberg FRG                                                  | 63,12 m        |
| Lancer du marteau | Heinz Weis FRG                                              | 79,86 m        | Igor Astapkovich URS                                                 | 79,68 m        | Ralf Haber GDR                                                      | 77,76 m        |
| Lancer du javelot | Steve Backley GBR                                           | 82,92 m        | Jan Železný TCH                                                      | 79,44 m        | Volker Hadwich GDR                                                  | 79,38 m        |
| Records et Performances - AR : Record continental (area record) - CR : Record des championnats (championship record) - MR : Record du meeting (meet record) - NR : Record national (national record) - OR : Record olympique (olympic record) - PR : Record paralympique (paralympic record) - PB : Record personnel (personal best) - SB : Meilleure performance personnelle de la saison (season's best) - WL : Meilleure performance mondiale de l'année (world leader) - WJR : Record du monde junior (world junior record) - WR : Record du monde (world record) Circonstances et Conditions - DNF : N'a pas terminé (did not finish) - DNS : N'a pas pris le départ (did not start) - DQ : Disqualification (disqualification) - NM : Aucun essai valable enregistré (No Mark) - Q : Qualifié « directement » au prochain tour (ou à la prochaine compétition), lors d'une compétition majeure, grâce au classement ou à la réalisation des minima (automatic qualifier) - q : Qualifié au prochain tour (ou à la prochaine compétition), lors d'une compétition majeure, grâce au repêchage ou à la réalisation de l'une des meilleures performances parmi celles des « non qualifiés directement » (grâce au meilleur temps ou à la meilleure distance par exemple) (secondary qualifier) |                                                             |                |                                                                      |                |                                                                     |                |

### Femmes
| Épreuve | Or                                                               | Or             | Argent                                                                      | Argent         | Bronze                                                         | Bronze         |
| --- | ---------------------------------------------------------------- | -------------- | --------------------------------------------------------------------------- | -------------- | -------------------------------------------------------------- | -------------- |
| 100 m (vent : 0,0 m/s) | Katrin Krabbe GDR                                                | 11 s 14        | Paula Dunn GBR                                                              | 11 s 24        | Irina Sergeyeva URS                                            | 11 s 26        |
| 200 m (vent : -1,8 m/s) | Silke Möller GDR                                                 | 23 s 00        | Paula Dunn GBR                                                              | 23 s 45        | Ewa Kasprzyk POL                                               | 23 s 72        |
| 400 m | Grit Breuer GDR                                                  | 50 s 52        | Linda Keough GBR                                                            | 51 s 66        | Helga Arendt FRG                                               | 51 s 80        |
| 800 m | Doina Melinte ROM                                                | 1 min 58 s 04  | Sigrun Wodars GDR                                                           | 1 min 58 s 55  | Dalia Matuseviciené URS                                        | 1 min 59 s 74  |
| 1 500 m | Doina Melinte ROM                                                | 4 min 05 s 83  | Yvonne Mai GDR                                                              | 4 min 06 s 50  | Svetlana Kitova URS                                            | 4 min 07 s 62  |
| 3 000 m | Paula Ivan ROM                                                   | 8 min 38 s 48  | Yvonne Murray GBR                                                           | 8 min 44 s 34  | Natalya Artyomova URS                                          | 9 min 03 s 39  |
| 10 000 m | Kathrin Ullrich GDR                                              | 32 min 17 s 88 | Viorica Ghican ROM                                                          | 32 min 41 s 34 | Angie Pain GBR                                                 | 32 min 42 s 84 |
| 100 m haies (vent : +1,8 m/s) | Cornelia Oschkenat GDR                                           | 12 s 74        | Claudia Zaczkiewicz FRG                                                     | 12 s 82        | Yelizaveta Chernyshova URS                                     | 12 s 85        |
| 400 m haies | Petra Krug GDR                                                   | 54 s 72        | Sally Gunnell GBR                                                           | 54 s 98        | Tatyana Ledovskaya URS                                         | 55 s 35        |
| 4 × 100 m | GDR Silke Möller Katrin Krabbe Kerstin Behrendt Sabine Günther   | 41 s 87        | URS Nadezhda Roshchupkina Galina Malchugina Natalya Kovtun Natalya Voronova | 42 s 85        | FRG Andrea Hagen Ulrike Sarvari Andrea Thomas Karin Janke      | 43 s 64        |
| 4 × 400 m | GDR Sigrun Wodars Katrin Schreiter Christine Wachtel Grit Breuer | 3 min 24 s 08  | URS Marina Shmonina Lyudmila Dzhigalova Yelena Golesheva Yelena Ruzina      | 3 min 24 s 75  | GBR Linda Keough Jennifer Stoute Angela Piggford Sally Gunnell | 3 min 26 s 54  |
| Saut en hauteur | Alina Astafei ROM                                                | 2,00 m         | Tamara Bykova URS                                                           | 1,97 m         | Heike Balck GDR                                                | 1,94 m         |
| Saut en longueur | Galina Chistyakova URS                                           | 7,10 m w       | Helga Radtke GDR                                                            | 6,89 m         | Fiona May GBR                                                  | 6,88 m w       |
| Lancer du poids | Heike Hartwig GDR                                                | 20,59 m        | Claudia Losch FRG                                                           | 20,17 m        | Larisa Peleshenko URS                                          | 19,32 m        |
| Lancer du disque | Ilke Wyludda GDR                                                 | 73,04 m        | Tsvetanka Khristova BUL                                                     | 62,26 m        | Dagmar Galler FRG                                              | 60,46 m        |
| Lancer du javelot | Petra Felke GDR                                                  | 66,92 m        | Brigitte Graune FRG                                                         | 62,04 m        | Tessa Sanderson GBR                                            | 59,72 m        |
| Records et Performances - AR : Record continental (area record) - CR : Record des championnats (championship record) - MR : Record du meeting (meet record) - NR : Record national (national record) - OR : Record olympique (olympic record) - PR : Record paralympique (paralympic record) - PB : Record personnel (personal best) - SB : Meilleure performance personnelle de la saison (season's best) - WL : Meilleure performance mondiale de l'année (world leader) - WJR : Record du monde junior (world junior record) - WR : Record du monde (world record) Circonstances et Conditions - DNF : N'a pas terminé (did not finish) - DNS : N'a pas pris le départ (did not start) - DQ : Disqualification (disqualification) - NM : Aucun essai valable enregistré (No Mark) - Q : Qualifié « directement » au prochain tour (ou à la prochaine compétition), lors d'une compétition majeure, grâce au classement ou à la réalisation des minima (automatic qualifier) - q : Qualifié au prochain tour (ou à la prochaine compétition), lors d'une compétition majeure, grâce au repêchage ou à la réalisation de l'une des meilleures performances parmi celles des « non qualifiés directement » (grâce au meilleur temps ou à la meilleure distance par exemple) (secondary qualifier) |                                                                  |                |                                                                             |                |                                                                |                |

## Finale «B»
La finale « B » est disputée à Bruxelles (messieurs) et à Strasbourg (dames) les 5 et 6 août 1989.
| Place | Pays     | Points |
| ----- | -------- | ------ |
| 1     | Bulgarie | 107    |
| 2     | Hongrie  | 103,5  |
| 3     | Pologne  | 102    |
| 4     | Suède    | 102    |
| 5     | Autriche | 87     |
| 6     | Suisse   | 81     |
| 7     | Grèce    | 74,5   |
| 8     | Belgique | 61     |

| Place | Pays        | Points |
| ----- | ----------- | ------ |
| 1     | France      | 95     |
| 2     | Hongrie     | 89     |
| 3     | Finlande    | 85     |
| 4     | Italie      | 81     |
| 5     | Suisse      | 65,5   |
| 6     | Espagne     | 58,5   |
| 7     | Suède       | 53     |
| 8     | Yougoslavie | 49     |

## Finales «C»
Les deux finales, C1 et C2, ont la même valeur. Elles permettent de se qualifier pour la finale B deux ans après.
Elles se déroulent les 5 et 6 août 1989 à Copenhague et à Dublin.

### Messieurs
| Place | Pays     | Points |
| ----- | -------- | ------ |
| 1     | Finlande | 79     |
| 2     | Norvège  | 72     |
| 3     | Danemark | 65     |
| 4     | Turquie  | 46,5   |
| 5     | Chypre   | 36,5   |

| Place | Pays        | Points |
| ----- | ----------- | ------ |
| 1     | Yougoslavie | 72     |
| 2     | Portugal    | 69     |
| 3     | Pays-Bas    | 68     |
| 4     | Irlande     | 52     |
| 5     | Islande     | 38     |

### Dames
| Place | Pays     | Points |
| ----- | -------- | ------ |
| 1     | Belgique | 76     |
| 2     | Norvège  | 75     |
| 3     | Autriche | 71     |
| 4     | Danemark | 46     |
| 5     | Turquie  | 36     |
| 6     | Chypre   | 30     |

| Place | Pays     | Points |
| ----- | -------- | ------ |
| 1     | Pays-Bas | 71     |
| 2     | Grèce    | 54     |
| 3     | Portugal | 51     |
| 4     | Irlande  | 40     |
| 5     | Islande  | 24     |

La Yougoslavie ne participera finalement pas à l'édition suivante.
|  | Vainqueur de la compétition |  | Promotion en division supérieure |  | Relégation en division inférieure |